# Godrag-Kloster
| Tibetische Bezeichnung                 |
| -------------------------------------- |
| Wylie-Transliteration: ko brag dgon pa |
| Chinesische Bezeichnung                |
| Vereinfacht: 郭扎寺                    |
| Pinyin:Guozha si                       |

Das Godrag-Kloster (tib.: ko brag dgon pa) ist ein von Godragpa Sönam Gyeltshen (ko brag pa bsod nams rgyal mtshan; 1182–1261), dem Gründer der Godrag-Schule (ko brag pa), einer eigenständigen tantrischen Schule des Buddhismus, gegründetes Kloster am Nyang Qu (Nyangchu) in Gyantse (rgyal rtse), einem Kreis der bezirksfreien Stadt Shigatse in Tibet. Das Kloster ist das Stammkloster der Godrag-Schule. Gründer Godragpa (1182–1261) war ein Zeitgenosse von Sakya Pandita (1182–1251) und studierte sowohl die exoterischen als auch die esoterischen Lehren mit Shākyashrībhadra (1127–1225), Sakya Panditas klösterlichem Präzeptor, der nach Tibet gekommen war, sowie einer Reihe von bedeutenden Mönchen.